# Torneo de Sídney 2016
El Torneo de Sídney de 2016 (conocido por motivos comerciales como 2016 Apia International Sydney) fue un evento de tenis de la categoría ATP 250 en su versión masculina y Premier en la femenina. Se disputó en canchas duras, dentro de las instalaciones del NSW Tennis Centre en Sídney, Australia. Tuvo lugar entre el 10 y el 16 de enero de 2016.

## Cabezas de serie

### Individuales masculinos
| Tenista             | Ranking | Preclasificada |
| Bernard Tomic       | 18      | 1              |
| Dominic Thiem       | 20      | 2              |
| Viktor Troicki      | 24      | 3              |
| Grigor Dimitrov     | 25      | 4              |
| Andreas Seppi       | 29      | 5              |
| Jérémy Chardy       | 31      | 6              |
| Leonardo Mayer      | 35      | 7              |
| Alexandr Dolgopolov | 36      | 8              |

- Rankings como de 4 de enero de 2016.

### Dobles masculinos
| Tenista                       | Ranking | Preclasificada |
| Jean-Julien Rojer Horia Tecău | 5       | 1              |
| Bob Bryan Mike Bryan          | 9       | 2              |
| Marcelo Melo Daniel Nestor    | 19      | 3              |
| Rohan Bopanna Florin Mergea   | 20      | 4              |

### Individuales femeninos
| Tenista              | Ranking | Preclasificada |
| Simona Halep         | 2       | 1              |
| Agnieszka Radwańska  | 5       | 2              |
| Petra Kvitová        | 6       | 3              |
| Angelique Kerber     | 10      | 4              |
| Karolína Plíšková    | 11      | 5              |
| Timea Bacsinszky     | 12      | 6              |
| Carla Suárez Navarro | 13      | 5              |
| Belinda Bencic       | 14      | 8              |

- Rankings como de 4 de enero de 2016.

### Dobles femeninos
| Tenista                             | Ranking | Preclasificada |
| Martina Hingis Sania Mirza          | 3       | 1              |
| Chan Hao-ching Chan Yung-jan        | 19      | 2              |
| Caroline Garcia Kristina Mladenovic | 23      | 3              |
| Tímea Babos Katarina Srebotnik      | 25      | 4              |

## Campeones

### Individuales masculinos
Viktor Troicki venció a  Grigor Dimitrov por 2-6, 6-1, 7-6(7)

### Individuales femeninas
Svetlana Kuznetsova venció a  Mónica Puig por 6-0, 6-2

### Dobles masculinos
Jamie Murray /  Bruno Soares vencieron a  Rohan Bopanna /  Florin Mergea por 6–3, 7–6(8–6)

### Dobles femeninas
Martina Hingis /  Sania Mirza vencieron a  Caroline Garcia /  Kristina Mladenovic por 1-6, 7-5, [10-5]